# Беспилотные вертолёты (конструкторское бюро)
Конструкторское бюро «Беспилотные Вертолеты» (сокр. КБ «Беспилотные Вертолеты»), ранее известное как КБ«INDELA» и с 2017 года — «UAVHELI», —  белорусская компания, занимающаяся разработкой и производством беспилотных летательных аппаратов (БЛА) вертолётного и самолетного типов, а также систем управления для них. Основано в 1996 году Владимиром Чудаковым.

## История
Период «INDELA» (1996–2017)
1996 — основание КБ «INDELA» Владимиром Чудаковым. Начало работ в области беспилотных летательных аппаратов.
1999 — разработка унифицированной модульной системы управления для перспективных БЛА.
2002–2007 — создание ряда моделей:
INDELA-Винтокрыл — БЛА с вертикальным взлетом и посадкой;
Штиль — экспериментальный турбореактивный БЛА самолетного типа с вертикальным взлетом и посадкой;
Революция — летающая лаборатория вертолетного типа массой 20 кг и диаметром несущего винта 1,6 м;
INDELA-FilmCam, Легион, H.Y.SKY — БЛА вертолетного типа с газотурбинным двигателем для воздушных съемок массой 32 кг, 60 кг и 100 кг соответственно.
2007–2010 — разработка БЛА самолетного типа:
INDELA‑6  и «INDELA‑6М»  — комплексы воздушной разведки с размахом крыла 6,0 м, массой 35 кг;
Беспилотные самолеты мишени Стрела, «Беркут» и Буревестник с турбореактивным двигателем c размахом крыла 2,8-3 м, массой 33 кг.
2008–2009 — INDELA.COUNTRY — БЛА вертолетного типа для авиационных химических работ массой 120 кг и диаметром несущего винта 3,1 м  ; 
SKY LAB — для научно-исследовательских целей массой 120 кг и диаметром несущего винта 3,1 м  ; 
I.N.SKY (2009–2017) — вертолёт с гиростабилизированной оптико-электронной системой, массой 140 кг и диаметром несущего винта 3,4 м.
2010–2011 — БЛА самолетного типа на тактический БЛА «ГРИФ–1» который был разработан и реализован с полной передачей конструкторской документации и прочих составляющих проекта 558 Авиационному ремонтному заводу.; по его результатам создан «ГРИФОН–200» с улучшенными характеристиками.

## Ребрендинг
В 2017 году КБ «INDELA» осуществило реорганизацию, став КБ «Беспилотные Вертолеты» с брендом «UAVHELI».

## Основные проекты 2017–2024 годов
SKY/BUR (2017–2020): БЛА вертолетного типа массой 150 кг, с полезной нагрузкой 25 кг, временем полёта до 4 ч.
UAV 150–A: БЛА вертолетного типа взлетной массой 170 кг, полезной нагрузкой 30 кг, временем полёта до 5 ч. Впоследствии технология была продана европейскому заказчику.
EYE SKY: БЛА вертолетного типа взлетной массой 200 кг, полезной нагрузкой 50 кг, временем полёта до 6 ч. Технология продана Холдингу "Вертолёты России"  , под серийную модель БАС 200 — первого российского беспилотника с Сертификатом Типа СТ-1.
МИРОТВОРЕЦ: беспилотный самолёт-камикадзе с турбореактивным двигателем, размахом 2,8 м, дальностью 180 км, боевой частью 10 кг; опытные образцы — 2021 год, в настоящее время - серийное производство.

«ХАНТЕР» (2021–2024): разведывательно-ударный беспилотный комплекс вертолетного типа. Представлен на «MILEX — 2021». Взлетная масса 750 кг, полезная нагрузка 200 кг, вооружение включает пулемёт 7,62 мм, пусковые установки для 8 неуправляемых ракет и бомбовую кассету для 16-ти ПТАБ-2,5; время полёта до 6 ч; защита — РЛС и помеховые системы . 
Комплекс «ХАНТЕР» был представлен на выставке  АРМИЯ 2022 под торговым названием «БАС-750» (Холдинг "Вертолёты России" ). Разработка принадлежит исключительно «UAVHELI», Холдинг "Вертолёты России"  не имеет права собственности на данную технологию.

## Научная деятельность
30 августа 2018 года, Национальная академия наук Беларуси и КБ Беспилотные Вертолеты подписали соглашение о сотрудничестве. Подписи под документом поставили председатель Президиума НАН Владимир Гусаков и директор предприятия Владимир Чудаков, сообщили БЕЛТА в пресс-службе НАН.
Согласно документу, стороны объединили свои усилия в сфере научно-технических исследований и реализовали совместные проекты на базе кластера «Республиканский центр беспилотной авиации», созданного в НАН Беларуси, с представителями НПЦ многофункциональных беспилотных комплексов НАН.

## Новые разработки
SKY‑TRUCK: грузовой БЛА вертолетного типа взлетной массой 3000 кг, полезной нагрузкой 600 кг, временем полёта до 5 ч. Испытания были начаты летом 2025 года. Впервые был представлен на выставке «MILEX — 2025»   
FLY‑TRUCK: опционально-пилотируемый вертолёт с гибридной силовой установкой (турбовальный + электромотор 250 кВт); представлен на IV Евразийском экономическом форуме 2025.
FALCON: БЛА вертолетного типа 950 кг, нагрузка 200 кг, время полёта до 4 ч, предназначен для морских платформ (на стадии разработки).

## Производственная инфраструктура
2024 — запуск серийного производства на новом участке площадью 8 га (рабочая зона 24 000 м²);
В наличии собственный аэродром (30 га) для воздушных судов до 5700 кг;
2025 — планируется удлинение взлетно-посадочной полосы до 800 м, а также развитие испытательной и административной инфраструктуры.

## Дополнительные продукты
Наземные станции управления ;
Мобильные пункты управления;
Процедурные тренажёры для БЛА;
Пусковые установки и системы техобслуживания.

## Санкционный статус
Включение в санкционные списки США (август 2024)
18 августа 2024 года Министерство финансов США официально включило КБ «Беспилотные Вертолеты» в санкционный перечень вместе с белорусскими компаниями и физлицами. Поводом стало подозрение в сотрудничестве с Российским ВПК. 
Расширение санкций Великобритании (январь 2025)
27 января 2025 года Союз Великобритании внёс предприятие в свой санкционный список наряду с другими белорусскими оборонными компаниями. Это решение обосновано аналогичными причинами: содействие военной поддержке РФ. 
Санкции Новой Зеландии (июнь 2025)
19 июня 2025 года Новая Зеландия расширила санкционный режим против белорусских оборонных предприятий, включив в него КБ «Беспилотные Вертолёты» и его руководителя Владимира Чудакова, на основании роли этих структур в расширении военного потенциала РФ.
Европейский Союз в рамках 18-го пакета санкций, принятого 18 июля 2025 года, ввёл ограничения против КБ Беспилотные Вертолеты. Меры предусматривают запрет на экспорт технологий, финансовые ограничения и заморозку активов. 